# Уща
Уща́ (бел. У́шча), в верхнем течении (от истока до озера Исцо) также Уща́нка — река в Псковской области России и Витебской области Белоруссии.
Длина реки — 82 км. Берёт начало из озера Ущо в Невельском районе Псковской области (южнее железнодорожной станции Забелье Пустошкинского района), протекает преимущественно в южном направлении через Вязевскую возвышенность и у деревни Перевоз Россонского района впадает в озеро Дриссы, из которого берёт начало река Дрисса.
Основные притоки: Ореховница, Полтиница, Гремячий, Язница (правые), Рущера, Вонства, Ужица (левые).
В нижнем течении протекает по лесистой заболоченной местности. Несудоходна. По рекам Уща и Дрисса проложены популярные туристские маршруты.